# Salvi Sánchez
Salvador „Salvi“ Sánchez Ponce (* 30. März 1991) ist ein spanischer Fußballspieler, der für den katalanischen Verein Espanyol Barcelona auf dem rechten Flügel spielt. Er stammt aus Sanlúcar de Barrameda bei Cádiz in Andalusien.

## Karriere

### Frühe Karriere
Salvi schloss seine Ausbildung beim FC Sevilla ab und gab sein Debüt in der Tercera División am 27. April 2010 für FC Sevilla C, als er bei der 1:2-Auswärtsniederlage gegen UD Los Barrios in der zweiten Halbzeit eingewechselt wurde. In der Saison 2010/11 lief er in zwei Spielen für die Reservemannschaft auf, aber kehrte dann wieder zum FC Sevilla C zurück.
Im Sommer 2012 wechselte Salvi zu seinem Heimatverein Atlético Sanluqueño, der ebenfalls in der Tercera División spielte. Als dieser abstieg, wechselte Salvi am 28. Juni 2014 zu CF Villanovense.

### FC Cádiz
Am 5. Juli 2015 unterschrieb Salvi einen Vertrag zum Ligakonkurrenten FC Cádiz. Ihm gelangen in der Liga sieben Tore, mit denen er seinem Verein nach sechs Jahren der Drittklassigkeit zur Rückkehr in die Segunda División verhalf. Er verlängerte seinen Vertrag am 9. August 2016 um vier weitere Jahre.
Sein Profidebüt gab er am 19. August 2016 beim 1:1-Unentschieden gegen UD Almería. Salvis erstes Profitor gelang ihm am 3. September, als er bei der 2:3-Niederlage gegen CD Mirandés das zweite Tor seiner Mannschaft schoss.
Am 5. November 2017 schnürte er einen Doppelpack beim 2:0 gegen Almería. Salvi wurde im Jahr 2019 mit insgesamt acht Assists zum besten Vorlagengeber von Cádiz. In der Saison 2019/20 konnte Cádiz als Tabellenzweiter der Segunda División in La Liga aufsteigen. Am 27. September 2020 schoss Salvi gegen seinen früheren Verein FC Sevilla sein erstes Tor in der ersten Liga.

### Rayo Vallecano
Am 1. Juli 2022 wechselte Salvi zum Ligakonkurrenten Rayo Vallecano und unterschrieb einen Zwei-Jahres-Vertrag.

### Espanyol Barcelona
Im August 2023 wechselte er in die zweite Spanische Liga zum Absteiger Espanyol Barcelona.

## Privates
Salvis jüngerer Bruder Ezequiel ist auch Fußballer und spielte als Rechtsverteidiger für Atlético Sanluqueño.

## Karrierestatistik

### Verein
Stand: 15. Juni 2024
| Verein                | Saison                | Liga                  | Liga   | Liga | Nationaler Pokal | Nationaler Pokal | Aufstiegsplayoffs | Aufstiegsplayoffs | Gesamt | Gesamt |
| Verein                | Saison                | Spielklasse           | Spiele | Tore | Spiele           | Tore             | Spiele            | Tore              | Spiele | Tore   |
| --------------------- | --------------------- | --------------------- | ------ | ---- | ---------------- | ---------------- | ----------------- | ----------------- | ------ | ------ |
| Sevilla Atlético      | 2010/11               | Segunda División B    | 2      | 0    | —                | —                | —                 | —                 | 2      | 0      |
| Atlético Sanluqueño   | 2012/13               | Segunda División B    | 33     | 4    | 2                | 0                | —                 | —                 | 35     | 4      |
| Atlético Sanluqueño   | 2013/14               | Segunda División B    | 36     | 3    | 0                | 0                | —                 | —                 | 36     | 3      |
| Sanluqueño Gesamt     | Sanluqueño Gesamt     | Sanluqueño Gesamt     | 69     | 7    | 2                | 0                | 0                 | 0                 | 71     | 7      |
| Villanovense          | 2014/15               | Segunda División B    | 29     | 5    | 1                | 0                | 2                 | 0                 | 32     | 5      |
| FC Cádiz              | 2015/16               | Segunda División B    | 27     | 6    | 5                | 1                | 6                 | 1                 | 38     | 8      |
| FC Cádiz              | 2016/17               | Segunda División      | 34     | 8    | 0                | 0                | 2                 | 0                 | 36     | 8      |
| FC Cádiz              | 2017/18               | Segunda División      | 36     | 4    | 4                | 0                | —                 | —                 | 40     | 4      |
| FC Cádiz              | 2018/19               | Segunda División      | 32     | 2    | 2                | 0                | —                 | —                 | 34     | 2      |
| FC Cádiz              | 2019/20               | Segunda División      | 37     | 0    | 0                | 0                | —                 | —                 | 37     | 0      |
| FC Cádiz              | 2020/21               | La Liga               | 28     | 2    | 1                | 0                | —                 | —                 | 29     | 2      |
| FC Cádiz              | 2021/22               | La Liga               | 23     | 2    | 2                | 0                | —                 | —                 | 25     | 2      |
| Cádiz Gesamt          | Cádiz Gesamt          | Cádiz Gesamt          | 217    | 24   | 14               | 1                | 8                 | 1                 | 239    | 26     |
| Rayo Vallecano        | 2022/23               | La Liga               | 24     | 0    | 1                | 0                | —                 | —                 | 25     | 0      |
| Rayo Vallecano        | 2023/24               | La Liga               | 1      | 0    | —                | —                | —                 | —                 | 1      | 0      |
| Rayo Vallecano Gesamt | Rayo Vallecano Gesamt | Rayo Vallecano Gesamt | 25     | 0    | 1                | 0                | —                 | —                 | 26     | 0      |
| Espanyol Barcelona    | 2023/24               | Segunda División      | 24     | 2    | 3                | 2                | 2                 | 0                 | 29     | 4      |
| Gesamte Karriere      | Gesamte Karriere      | Gesamte Karriere      | 366    | 38   | 21               | 3                | 12                | 1                 | 399    | 42     |